# John Ribat
John Ribat MSC MBE (Volavolo, 9 februari 1957) is een Papoea-Nieuw-Guinees kardinaal en aartsbisschop van Port Moresby.
Ribat trad toe tot de Missionarissen van het Heilig Hart en ontving op 1 december 1985 de priesterwijding.
Op 30 oktober 2000 benoemde paus Johannes Paulus II hem tot hulpbisschop van Bereina en titulair bisschop van Macriana Minor. Op 11 februari van dat jaar ontving hij van de bisschop van Bereina, Gérard-Joseph Deschamps SMM de bisschopswijding. medeconsecratoren waren de aartsbisschop van Port Moresby, Brian James Barnes OFM en Benedict To Varpin, aartsbisschop van Madang. Op 12 februari 2002 werd Ribat benoemd tot bisschop van Bereina. Op 16 april 2007 werd hij benoemd tot coadjutor van Port Moresby en toen Brian James Barnes met emeritaat ging volgde hij hem op als aartsbisschop van Port Moresby.
Tijdens het consistorie van 19 november 2016 werd Ribat door paus Franciscus tot kardinaal gecreëerd.